# Ciudad cerrada

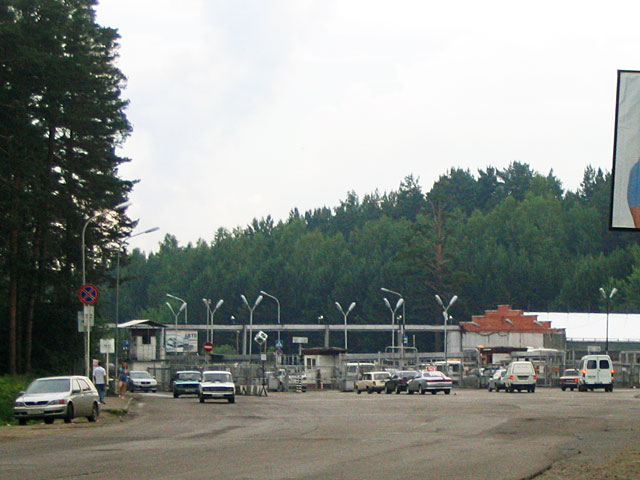
Puesto de control a la entrada de Séversk.

Una ciudad cerrada, ciudad secreta o pueblo cerrado es una población donde están restringidas las visitas y pernoctaciones, de forma que se requiere de una autorización especial para ello. El motivo puede ser la existencia de una base militar o un centro secreto de investigación científica.
En la Unión Soviética existían numerosas ciudades cerradas y tras su disolución en 1991, algunas mantuvieron su estatus en los países de la CEI, sobre todo en Rusia, donde se conocen oficialmente como complejos administrativo-territoriales cerrados (закрытые административно-территориальные образования, zakrytye administrativno-territorial'nye obrazovaniya, ZATO).

## Historia
Las ciudades cerradas fueron creadas a partir de finales de la década de 1940 bajo el nombre eufemístico de “buzones postales” (en referencia a la costumbre de enviar el correo hacia ellas mediante buzones de correo ubicados en otras ciudades). Las había de dos categorías distintas. La primera categoría incluía comunidades que albergaban complejos industriales, militares o científicos que eran considerados sensibles, tales como plantas de fabricación de armas o centros de investigación nuclear. Ejemplos de ciudades de este tipo eran Perm, un centro de fabricación de tanques de guerra; Gorky, donde fue exiliado el disidente  Andrei Sájarov para limitar sus contactos con los extranjeros; y Vladivostok, que era la base de la Flota Soviética del Pacífico.
En la segunda categoría se encontraban ciudades en las fronteras (y áreas fronterizas enteras, como por ejemplo el Óblast de Kaliningrado) que se encontraban cerradas a causa de razones de seguridad. Zonas cerradas similares existían en otras partes del bloque soviético; una gran zona a lo largo de la frontera interna alemana y la frontera entre Alemania del Este y Checoslovaquia tenían restricciones similares.

## Ubicación
La ubicación de muchas de estas ciudades cerradas se debía a sus características geográficas y/o industriales. Estas se hallan en remotos parajes de la geografía de los antiguos estados de la Unión Soviética, tales como Rusia y Ucrania, en lugares como los situados en lo profundo de los Montes Urales y en la lejana Siberia, que se hallan fuera del alcance de cualquier bombardero enemigo. Se construían cerca de ríos y/o ensenadas y también de lagos donde éstas pudiesen disponer de grandes cantidades de agua, necesaria para el proceso de los reactores nucleares de agua pesada, y de la industria siderúrgica o espacial, entre otras de interés especial para el gobierno. Existían alojamientos para los civiles que las construyeron en las cercanías de estos complejos. Y al intempestivo e impredecible cierre de estos complejos que se originaba en simulacros de ataques hipotéticos, seguía luego una vida "normal" bajo unas condiciones más favorables; en la práctica, estas ciudades tuvieron un estilo de vida propio y se convirtieron en  una notable forma del poder institucional del régimen Soviético.
Los accesos y viajes hacia estos complejos eran estrictamente controlados. Los extranjeros tenían prohibida la visita de estas ciudades y así mismo a los habitantes se les tenían restringidas las relaciones y la comunicación con los visitantes. Estos visitantes debían portar una serie de permisos especiales para viajar a ellas o abandonarlas, y cualquiera que buscase residir en estas debía obtener un permiso concedido primero por la NKVD, y luego por su sucesora, la KGB. El acceso a algunas instalaciones era físicamente restringido mediante el uso de tropas especiales del Ejército Rojo y rejas así como cercados electrificados, custodiados y monitoreados por guardias armados.

## Ciudades secretas hoy en día
La política acerca de las ciudades cerradas sobrevino con ciertos cambios en los años 1980 y 1990. Algunas, como Perm, no fueron abiertas hasta bien pasado el fin de la Unión Soviética; otras, como las de Kaliningrado y Vladivostok, permanecieron cerradas hasta bien entrado el año 1993. La adopción de una nueva constitución para la Federación Rusa en 1993 sirvió para que se hicieran importantes cambios con respecto del status de estas entidades, que pasaron a denominarse ahora formaciones administrativas y territoriales cerradas (o ZATO, como su sigla en ruso).

### Rusia
Actualmente se conoce de la existencia de 42 complejos de esta categoría en Rusia que engloba a una población total de alrededor de 1.5 millones de personas. El 75 % de estas es administrado por el Ministerio de Defensa, y el 25 % restante está bajo administración de la Agencia Federal para la Energía Atómica de Rusia, anteriormente el Ministerio para la Energía Atómica (Minatom). Y otras 15 restantes se creen cerradas o desaparecidas, pero sus nombres y localizaciones nunca han sido informadas al público de manera oficial por los entes del gobierno ruso.
El número de ciudades cerradas está definido bajo decreto del gobierno ruso (ver los enlaces debajo). Y que incluyen a las siguientes ciudades:
- Óblast de Arcángel — Mirni
- Óblast de Astracán — Znamensk
- República de Bashkortostán — Mezhgore
- Óblast de Cheliábinsk — Oziorsk, Snézhinsk, y Triójgorni
- Krai de Kamchatka — Viliúchinsk
- Krai de Krasnoyarsk — Zelenogorsk, Norilsk, Zheleznogorsk y Dikson
- Óblast de Moscú — Krasnoznamensk
- Óblast de Múrmansk — Gadzhiyevo, Ostrovnói, Poliarny, Severomorsk, Snezhnogorsk, y Zaoziorsk
- Óblast de Nizhni Nóvgorod — Sarov
- Óblast de Penza — Zarechny
- Krai de Primorie — Bolshói Kamen y Fókino
- Óblast de Sarátov — Shijany
- Óblast de Sverdlovsk — Lesnói y Novouralsk
- Óblast de Tomsk — Séversk
- Óblast de Vladímir — Raduzhny.

Algunas de éstas se abrieron a inversores externos, pero a los extranjeros sólo se les permite el ingreso tras una autorización otorgada por la SVR, la nueva agencia del servicio secreto ruso.  Un ejemplo es la Iniciativa de las Ciudades Nucleares (NCI), un esfuerzo conjunto entre los Estados Unidos, la National Nuclear Security Administration, la agencia estatal de los Estados Unidos para los asuntos de desarme nuclear, y la Agencia Federal para la Energía Atómica de Rusia, anteriormente el Ministerio para la Energía Atómica (Minatom); la agencia estatal rusa para los asuntos de desarme y energía de fuentes nucleares, que involucra en parte a las ciudades de Sarov, Snezhinsk, y Zheleznogorsk.
El número de ciudades se ha visto significativamente reducido desde mediados de los años 1990. De todas formas, a fecha 30 de octubre del 2001 los viajeros del exterior, exceptuando los ciudadanos de Bielorrusia, encuentran aún restringido el acceso a ciudades en el norte como Norilsk, Talnakh, Kayerkan, Dudinka e Igarka. Los viajeros rusos aún debían solicitar los permisos de visita a estas localidades.

### Kazajistán
Hoy día existen dos ciudades bajo administración rusa en el territorio de Kazajistán. Son estas Baikonur (anteriormente Leninsk), construida para servir al cosmódromo de Baikonur, y la ciudad del instituto Kurchatov (Ciudad Kurchatov) en el sitio de pruebas nucleares de Semipalatinsk.

### Ucrania
Ucrania posee al complejo industrial de Dnipropetrovsk. Las restricciones de viaje se levantaron a mediados de los años 90.

### Estonia
Existen dos complejos de esta clase en el territorio de Estonia: Sillamäe y Paldiski. Como en las otras ciudades industriales, la mayoría de la población era ruso-parlante. En Sillamäe se alojaba una industria química que producía varillas de combustible nuclear, materiales para los reactores nucleares soviéticos y elementos de las bombas nucleares. Sillamäe se cerró después de que Estonia firmara su independencia en 1991. En Paldiski existía una embarcación y un centro de adiestramiento para las tripulaciones de submarinos nucleares de la Armada Roja, que se clausuró de forma oficial en 1994 cuando zarpó la última nave de guerra soviética.